# Onderwaterlassen

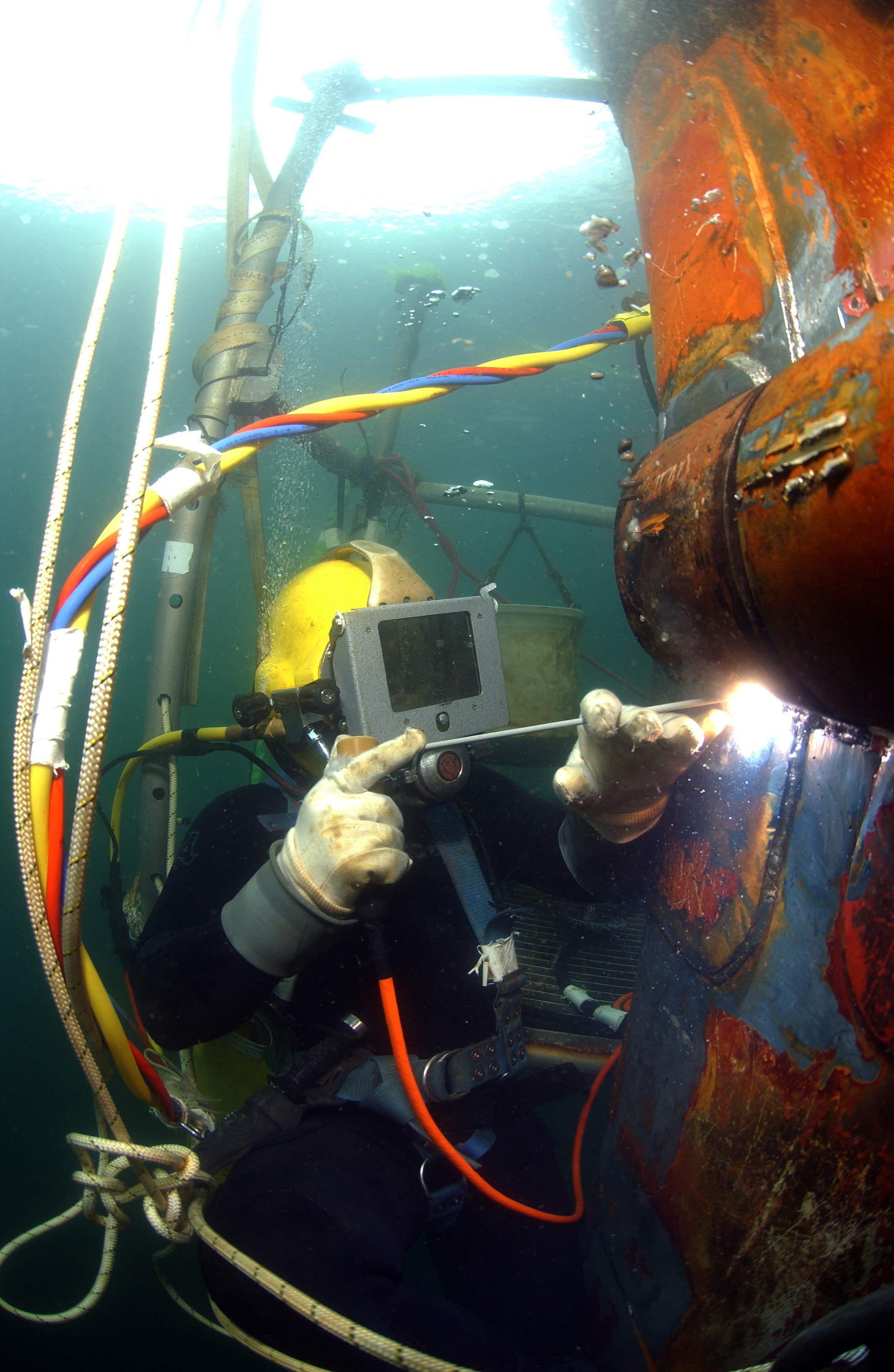
Nat onderwaterlassen

Onderwaterlassen is lassen onder het wateroppervlak. Dit kan in het water gebeuren, of in een caisson of habitat, een met gas gevulde ruimte. De laatstgenoemde methode wordt ook wel hyperbaar lassen genoemd.
Bij het onderwaterlassen kunnen verschillende lasprocessen worden toegepast. Het wordt soms plaatselijk en handmatig gedaan door beroepsduikers, maar kan ook gebeuren via bediening op afstand, bijvoorbeeld door een onderwaterlasrobot die bestuurd wordt vanuit een schip aan het wateroppervlak.

## Historie
Onderwaterlassen is in 1932 ontwikkeld door de Russische metallurg Konstantin Chrenov (1894–1984).

## Toepassingen
Onderwaterlassen wordt met name gedaan bij de aanleg van of onderhoud van installaties onder water, zoals boorplatforms, schepen en pijpleidingen. Het materiaal dat onder water het meest gelast wordt, is staal.
Lassen in het water ('nat onderwaterlassen') is het meest voor de hand liggend, omdat het dan niet nodig is om een droge en vaak peperdure ruimte om het werkstuk heen te creëren. Toch wordt ook vaak gekozen voor de optie van 'droog onderwaterlassen', vooral als hoge laskwaliteit vereist wordt.

## Nat onderwaterlassen

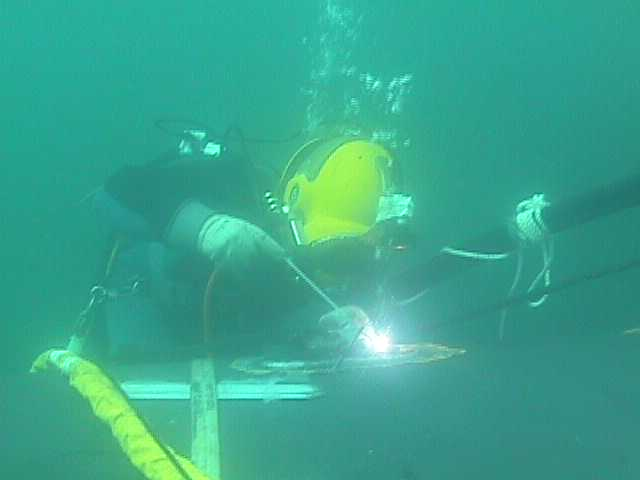
Nat onderwaterlassen met beklede elektrode.

Het lasproces dat het meest gebruikt wordt bij nat onderwaterlassen, is een variant van lassen met beklede elektrode, waarbij een waterbestendige laselektrode wordt gebruikt. Processen die ook wel gebruikt worden, zijn lassen met gevulde draad en wrijvingslassen.
Nat onderwaterlassen is - zeker op grotere diepten - beperkt tot laaggelegeerde staalsoorten (met laag koolstofgehalte), vanwege het grote risico op het optreden van waterstofscheuren, doordat het omringende water onder invloed van de hitte ontleedt waarbij waterstof vrijkomt. Dit veroorzaakt brosheid van het materiaal.

Bovendien zorgt het omringende water voor een extreem snelle koeling, wat bij veel lasmaterialen een negatieve invloed op de kwaliteit heeft.
In tegenstelling tot bij het lassen boven water, is het bij nat onderwaterlassen niet nodig het werkstuk te aarden. Het water kan als aarding werken als de stroombron een aardeverbinding heeft met het water, bijvoorbeeld via de romp van het schip waarop de stroombron is geplaatst.

Alle bedrading moet goed geïsoleerd zijn, want als delen in elektrisch contact komen met het water treedt daar een lekstroom op. Dit gaat ten koste van de beschikbare energie bij het lassen maar veroorzaakt bovendien corrosie van de kabel.

## Droog onderwaterlassen
Bij droog onderwater- of hyperbaar lassen wordt gelast in een met gas gevulde ruimte onder verhoogde druk, die overeenkomt met de plaatselijke waterdruk.
In de praktijk wordt de diepte waarop gelast kan worden, beperkt door de fysieke mogelijkheden van duikers en de praktische problemen die optreden bij het maken van een afgesloten ruimte op grote diepte. In de regel wordt niet dieper dan 400 meter gelast, maar er wordt onderzoek gedaan naar mogelijkheden om op veel grotere diepten te lassen, tot wel 1000 meter. In gesimuleerde laboratoriumomstandigheden wordt zelfs geëxperimenteerd met drukken tot 2500 meter.
Als gas wordt meestal een mengsel van zuurstof en helium gebruikt, waarbij de partiële zuurstofdruk 0,5 bar bedraagt. De verhouding tussen zuurstof en helium varieert dus met de diepte waarop gelast wordt. In het geval er gelast wordt door een robot, is natuurlijk geen zuurstof nodig en kan bijvoorbeeld met puur helium gewerkt worden.
Het voordeel boven nat onderwaterlassen is dat het veel beter mogelijk is om de omstandigheden van het lassen te controleren, bijvoorbeeld de temperatuur direct voor en na het lassen. Bovendien is het mogelijk een beschermgas te kiezen.
Bij droog onderwaterlassen kunnen veel verschillende lasprocessen toegepast worden, zoals lassen met beklede elektrode, lassen met gevulde draad, TIG-lassen en MIG/MAG-lassen. TIG-lassen wordt het meest toegepast, onder andere omdat dit procedé weinig lasrook en geen vonken geeft. Al deze processen worden negatief beïnvloed door de verhoogde druk: de gasstroom verandert en de boog is minder stabiel dan bij atmosferische druk. Doordat er per volume meer gas aanwezig is, koelt dit de las sneller af. Bij droog booglassen onder verhoogde druk is een beduidend hogere boogspanning nodig.

## Kwaliteitscontrole
Het spreekt voor zich dat lassen onder moeilijke omstandigheden onder water niet eenvoudig is, zodat de kans op lasfouten groter is. Bovendien is het controleren van de laskwaliteit ook niet eenvoudig. Desondanks is een hoge laskwaliteit juist extra belangrijk, omdat defecten later ook niet eenvoudig opgemerkt worden, zeker niet als er onderwaterorganismen op gaan groeien. Daarom zijn er verschillende niet-destructieve testmethoden ontwikkeld.

## Risico's
Een duiker die laswerkzaamheden verricht heeft primair natuurlijk te maken met alle risico's die duiken met zich meebrengt. Doordat deze duiker zich bovendien sterk moet concentreren op zijn laswerkzaamheden, is er een verhoogd risico dat hij afgeleid wordt van de gewone duikrisico's.
Een probleem is dat het zicht onder water vaak niet optimaal is, door troebelheid van het water, waterstromingen, moeilijke lichtomstandigheden en de stroom gasbellen met lasrook die door het lassen zelf worden veroorzaakt.
Een belangrijk risico voor de onderwaterlasser is elektrische schok of zelfs elektrocutie. Daarom moet de lasuitrusting volledig aangepast zijn aan het onderwaterwerk. Er wordt bij nat onderwaterlassen gewerkt met een lagere spanning.
Een ander gevaar bij nat onderwaterlassen, is dat water ontleed wordt tot knalgas. Als dat zich in holten nabij de lasser ophoopt kan het op een later moment exploderen.
Veel onderwaterlassers beschrijven een metaalachtige smaak in de mond die geassocieerd wordt met de afbraak van amalgaam in het gebit. Er zijn ook aanwijzingen voor langetermijngevolgen zoals cognitieve schade en beschadiging van het spierstelsel.